# Омінека 1
Омінека 1 (англ. Omineca 1) — індіанська резервація в Канаді, у провінції Британська Колумбія, у межах регіонального округу Балклі-Нечако.

## Населення
За даними перепису 2016 року, індіанська резервація нараховувала 5 осіб, показавши скорочення на 50,0%, порівняно з 2011-м роком. Середня густина населення становила 8,8 осіб/км².

## Клімат
Середня річна температура становить 2,8°C, середня максимальна – 17,3°C, а середня мінімальна – -15,6°C. Середня річна кількість опадів – 511 мм.
| Клімат поселення                              | Клімат поселення | Клімат поселення | Клімат поселення | Клімат поселення | Клімат поселення | Клімат поселення | Клімат поселення | Клімат поселення | Клімат поселення | Клімат поселення | Клімат поселення | Клімат поселення | Клімат поселення |
| Показник                                      | Січ.             | Лют.             | Бер.             | Квіт.            | Трав.            | Черв.            | Лип.             | Серп.            | Вер.             | Жовт.            | Лист.            | Груд.            |                  |
| Середній максимум, °C                         | −2,96            | −0,35            | 4,17             | 9,15             | 13,76            | 17,30            | 16,66            | 16,60            | 12,38            | 7,24             | 0,52             | −3,78            |                  |
| Середня температура, °C                       | −9,29            | −6,68            | −2,17            | 2,80             | 7,42             | 10,96            | 13,36            | 13,32            | 9,11             | 3,98             | −2,74            | −7,03            |                  |
| Середній мінімум, °C                          | −15,64           | −13,02           | −8,5             | −3,54            | 1,08             | 4,63             | 10,11            | 10,06            | 5,85             | 0,72             | −6,01            | −10,31           |                  |
| Норма опадів, мм                              | 46               | 29               | 29               | 20               | 39               | 55               | 51               | 43               | 43               | 51               | 54               | 51               |                  |
| Середньомісячна швидкість вітру, м/с          | 1.70             | 1.80             | 1.91             | 2.11             | 2.12             | 2.12             | 2.04             | 1.88             | 1.80             | 1.90             | 1.90             | 1.70             |                  |
| Середньомісячна сонячна радіація, кДж/м²·день | 2374             | 4931             | 9656             | 14553            | 18299            | 19870            | 19497            | 16353            | 10978            | 5763             | 2653             | 1689             |                  |
| --------------------------------------------- | ---------------- | ---------------- | ---------------- | ---------------- | ---------------- | ---------------- | ---------------- | ---------------- | ---------------- | ---------------- | ---------------- | ---------------- | ---------------- |
| Джерело:                                      |                  |                  |                  |                  |                  |                  |                  |                  |                  |                  |                  |                  |                  |